# Альберт Едельфельт
Альберт Едельфельт, повне ім'я Альберт Густав Арістід Едельфельт (Albert Gustaf Aristides Edelfelt 1854, Порво — 18 серпня, 1905) — фінський художник та ілюстратор XIX століття, швед за походженням.

## Життєпис
Народився у місті Порво. Батько був архітектором. Йовірно, ще в родині батьків синову прищепили прагнення постійно навчатися і наплегливо малювати. Статки родини дозволили влаштувати сина до Малювальної школи Товариства фінських художників у місті Гельсінгфорс, а потім він продовжив навчання у Гельсінгфорському університеті.
Формування у Фінляндії капіталістичних відносин у економіці сприяло появі нових професій (друкар-газетяр, репортер, ілюстратор), хоча в країні не було значних художніх традицій через підкореність спочатку супердержаві Швеції, а після неї Фінляндія потрапила під управління Російської імперії. Едельфельт стане непересічним художником і ілюстратором.
Альберт Едельфельт відбув за кордон, де продовжив навчання у Антверпенській художній академії. До цього періоду належать твори у стилістиці академізму, що панував у більшості художніх академій західноєвропейських країн.

## Десять років у Франції

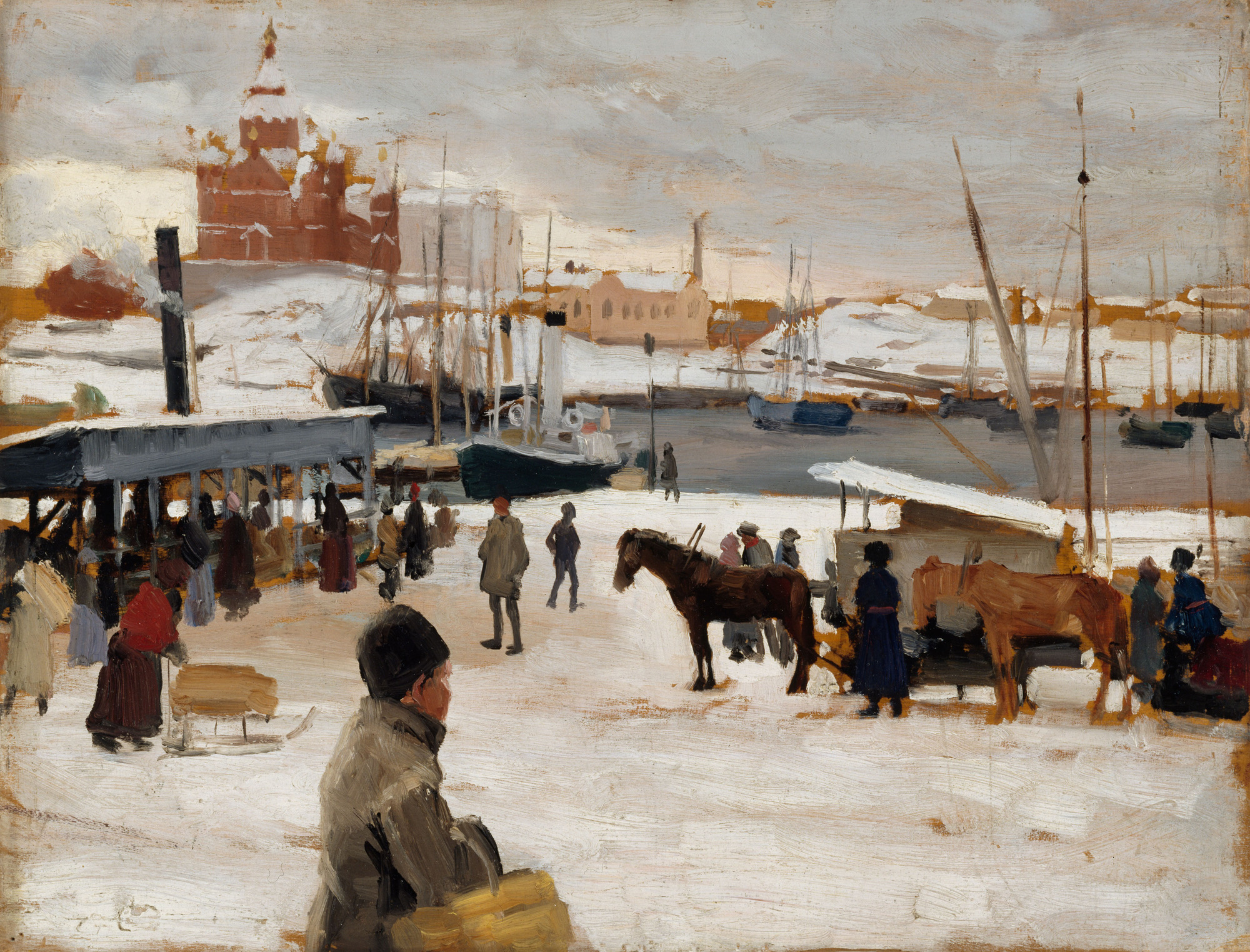
Альберт Едельфельт. «Ринкова площа у Гельсінгфорсі взимку», ескіз, 1889 р.

Художню майстерність удосконалював у Парижі, брав уроки у французького художника Жана-Леона Жерома при Школі красних мистецтв. З 1872 року він почав віддавати власні твори на виставки. Хоча перша картина «Стара» була створена ним самостійно у віці 18 років. Один рік він навчався у петербурзькій Академії мистецтв (1881—1882).
Відомо, що в початковий період перебування в Парижі він створив цілком академічну картину «Горацій і Лідія», ескіз до котрої роками зберігав у власному помешканні у Фінляндії. Але митця захопив реалізм і він остаточно перейшов на стилістику реалізму. Він не часто звертався до тем паризького життя, хоча серед них такий твір, як «Люксембурзький сад». Частка його творів має помітні впливи французького живопису другої половини XIX ст. з його безсюжетністю і увагою лише до колористичних і декоративних якостей («Літо», «Пані під жовтою парасолькою»). Але він вирішив працювати також над картинами з історичного минулого Фінляндії.
Нові умови до розвитку пейзажного живопису та побутового жанру сприяли піднесенню цих жанрів у XIX ст. Звертався до них і Альберт Едельфельт, переважно на національному колориті («Ринкова площа у Гельсінгфорсі взимку», «Перший сніг», «Копенгаген, порт», «Сад у Хайко»).

## Авторитетний портретист

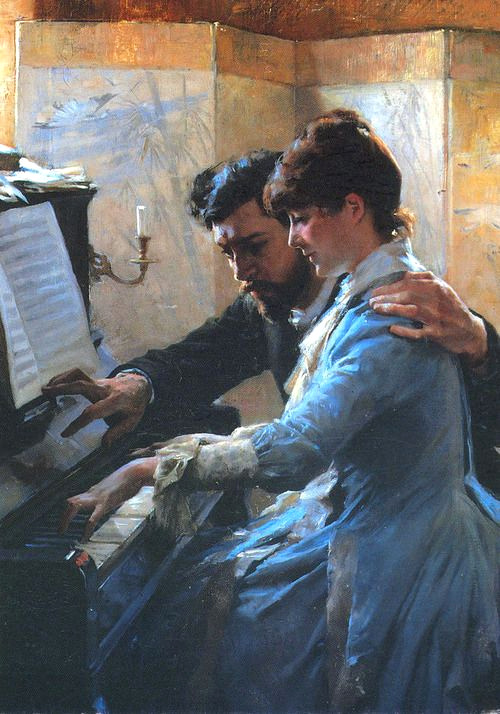
Альберт Едельфельт. «Не тільки гра на піаніно», 1884 р. Художній музей, Гетеборг, Швеція

Незважаючи на звернення до історичного живопису чи пейзажів, престижних на виставках у XIX ст., Альберт Едельфельт запам'ятався також як авторитетний буржуазний портретист. Його манера у портретному жанрі була доволі стриманою і часто закінчувалась погруддям бо поясним форматом.
Лише у окремих портретах він відступав він поясного формата і звертався до схем парадного чи репрезентативного портрета. Серед них — «Портрет російського царя Миколи ІІ» (у повний зріст), формального володаря і Фінського князівства на той час, «Варвара Мятлєва, донька генерала Іллі Гавриловича Бібікова», декотрі інші, де митець, помітно обмежений офіційною замовою не відходив від розповсюджених схем парадного портрета та уяви у замовника про парадність зображення. Тут Едельфельт йшов на зустріч смакам замовників.
Так, можливість портретувати представників російської царської родини художник використав для прохання надати Фінляндії окремий павільйон на Всесвітній виставці. І це право було на окремий виставковий павільйон отримано, що сприяло самоствердженню фінів як нації.
Зовсім іншим портретистом він поставав при зустрічі з непересічними особистостями, що не мали аристократичного походження, не ховали власну меншовартість за титулами, а сам робили себе. Серед них — «Скульптор Вілле Вальгрен з дружиною у студії», пастель, 1886 р., Художній музей, Гетеборг, "Портрет Луї Пастера у лабораторії ", французького науковця і мікробіолога, 1885 р., Музей д'Орсе або прихований подвійний портрет у картині «Не тільки гра на піаніно», 1884 р. Художній музей, Гетеборг, Швеція.

## Увічнення пам'яті
У місті Порво в приміщення Старої ратуші створено музей художника Альберта Едельфельта. Адже Альберт Едельфельт першим серед фінських художників виборов світове визнання ще за життя, а його картини прикрасили мистецькі збірки у різних країнах.

## Обрані твори (перелік)

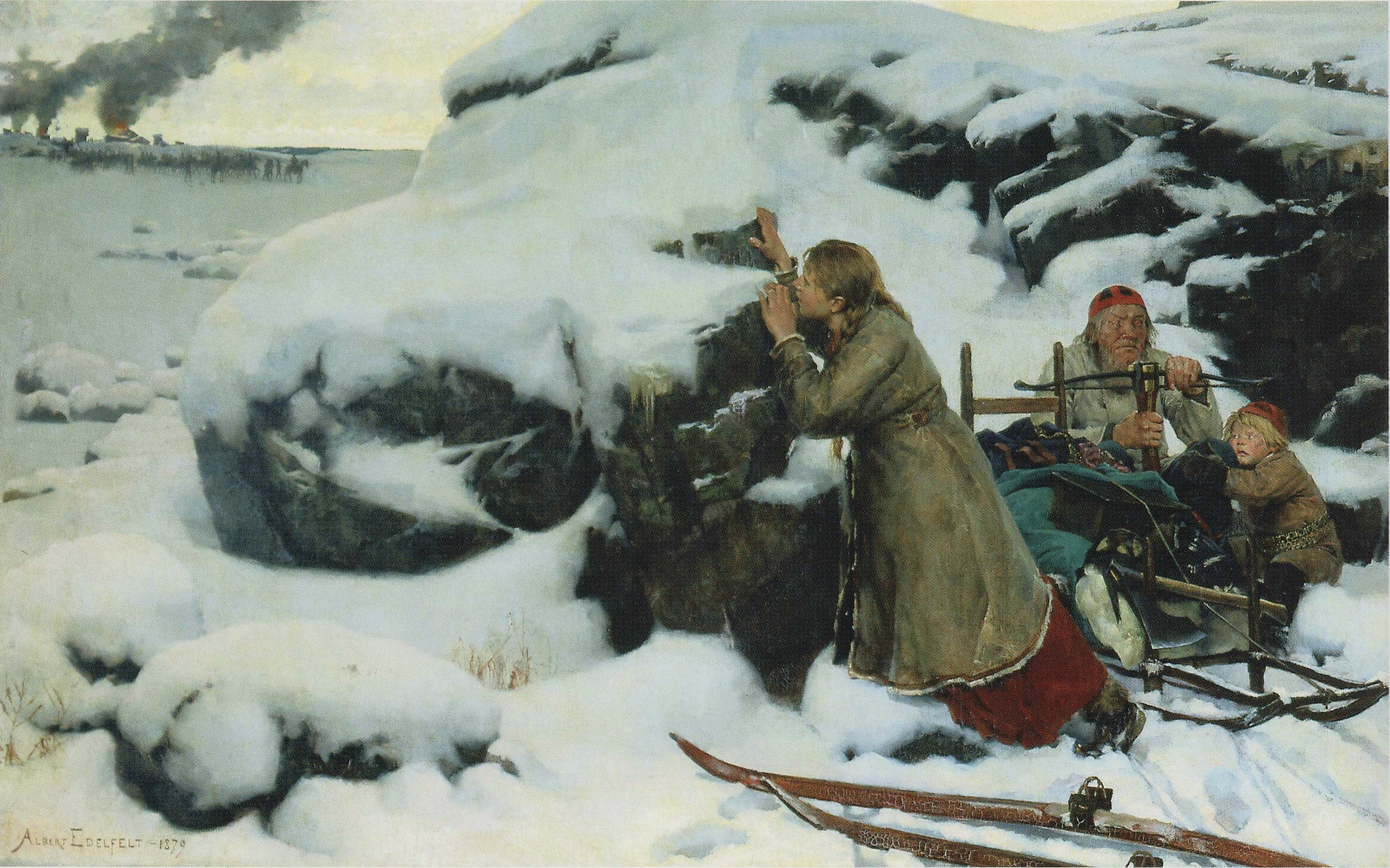
Альберт Едельфельт. «Втікачі зі спаленого села», 1879 р.

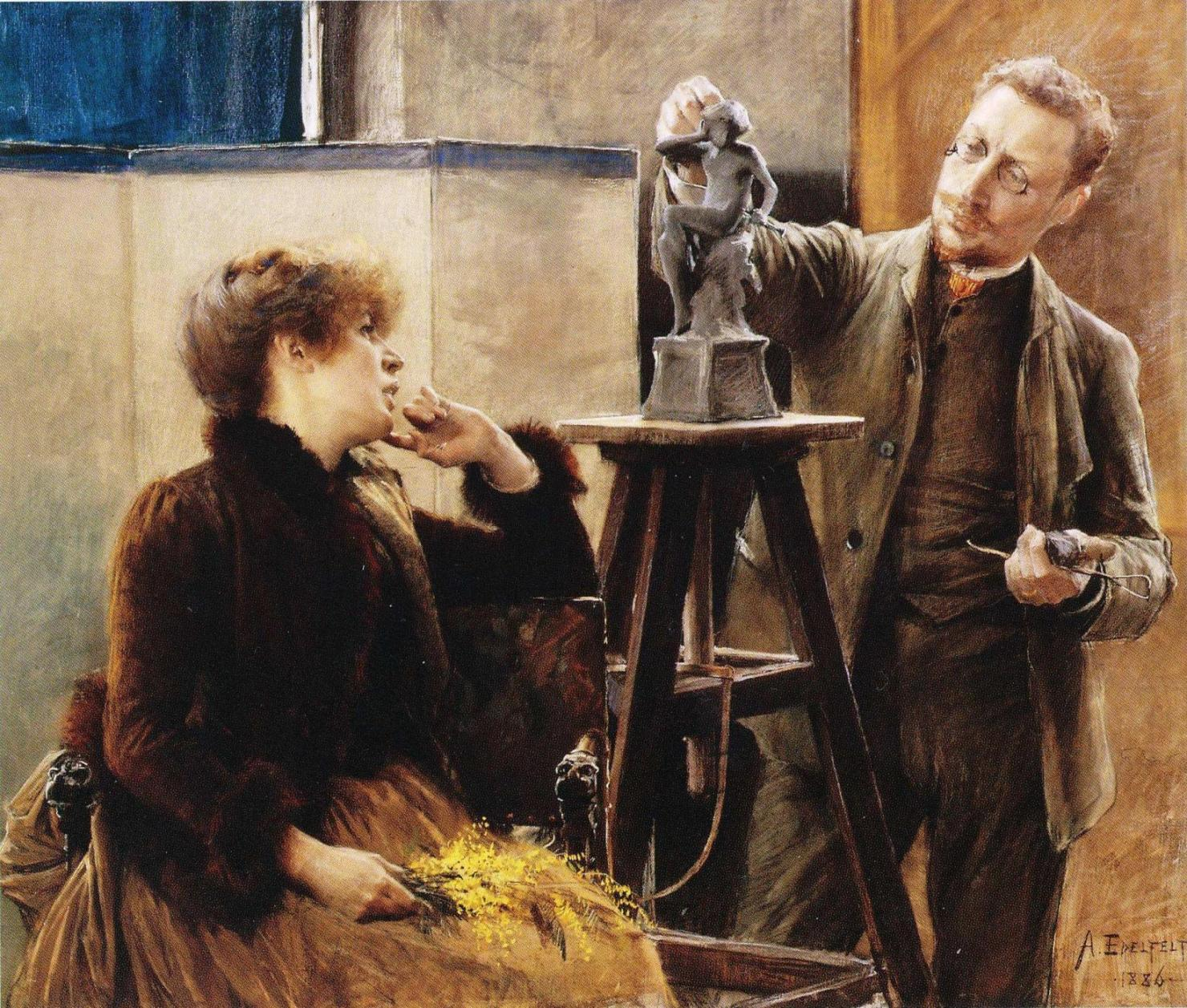
Альберт Едельфельт. «Скульптор Вілле Вальгрен з дружиною у студії», пастель, 1886 р., Художній музей, Гетеборг

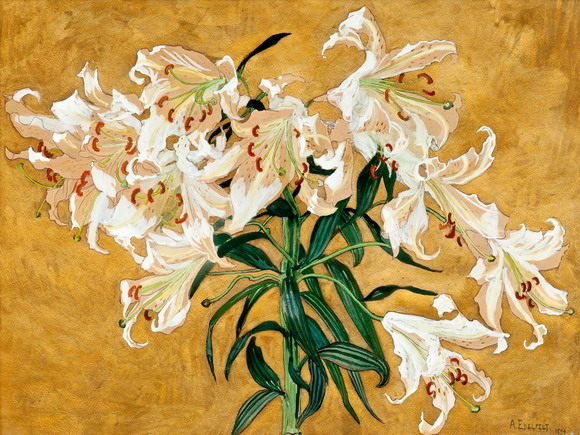
Альберт Едельфельт. "Лілії білі ", 1894 р.

- «Втікачі зі спаленого села», 1879 р.
- «Похорон дитини», 1879 р.
- «Катання човном», 1881 рік
- «Літо», 1883 рік
- «Горацій і Лідія», 1886 р.
- «Пані з жовтою парасолькою», 1886 р.
- «Копенгаген, порт», бл. 1890 р.
- «Юхан Август фон Борн»
- «Портрет невідомої і строкатому халаті»
- «Портрет Луї Пастера у лабораторії», 1885 р.
- «Портрет царя Миколи ІІ»
- «Не тільки гра на піаніно»
- «Пані під жовтою парасолькою»
- «Берта Едельфельт дитиною»
- «Мадам Валлері Радо»
- «Гра на кантеле»
- «Олександра Едельфельт біля вікна»
- «Дві пралі», 1893 р.
- «Портрет Аукусті Утіла»
- «Анна Едельфельт у профіль»
- «Карл Альберт Едельфельт»
- «Еміль фон Еттер в дитинстві»
- «П'єтро та Маріо Кронін»
- «Захарія Топеліус»
- «Диригент Роберт Кайянус»
- «Альфред Кохлін-Шварц»
- «Художник Даньян-Бувре»
- «Люксембурзький сад (Едельфельт)»

## Обрані твори (галерея, побутовий жанр і пейзаж)

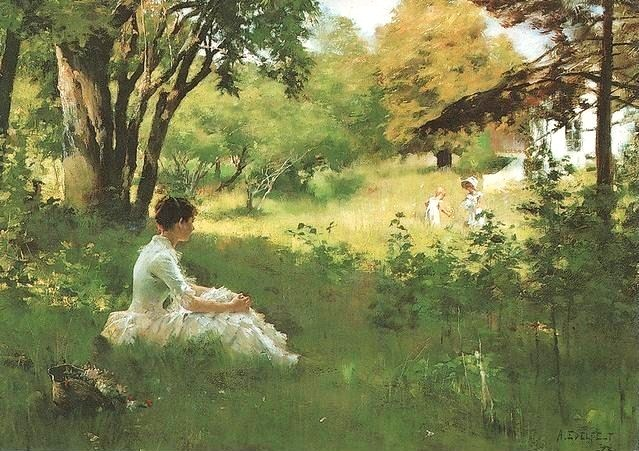
«Літо», 1883 рік
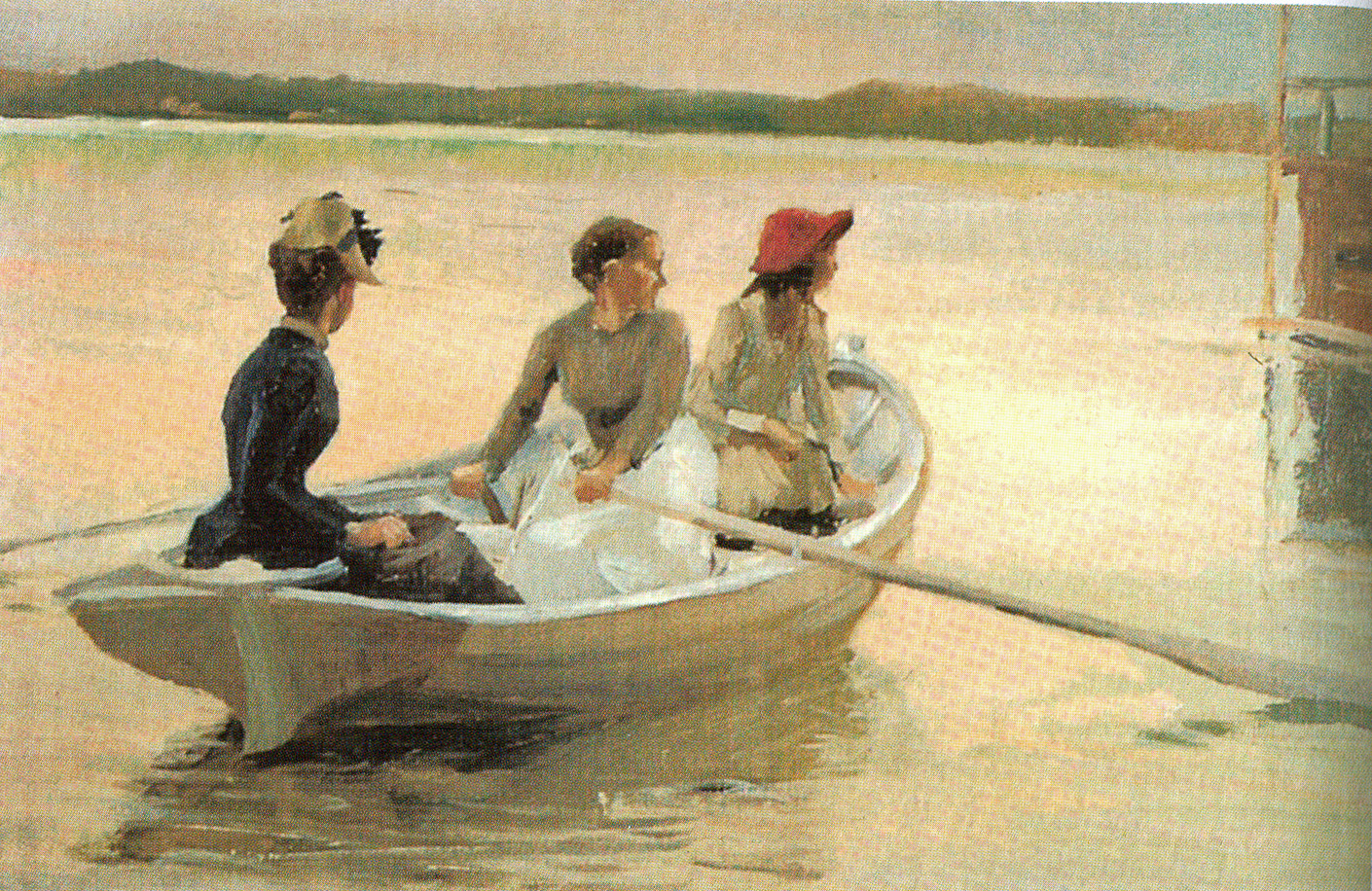
«Катання човном», 1881 рік
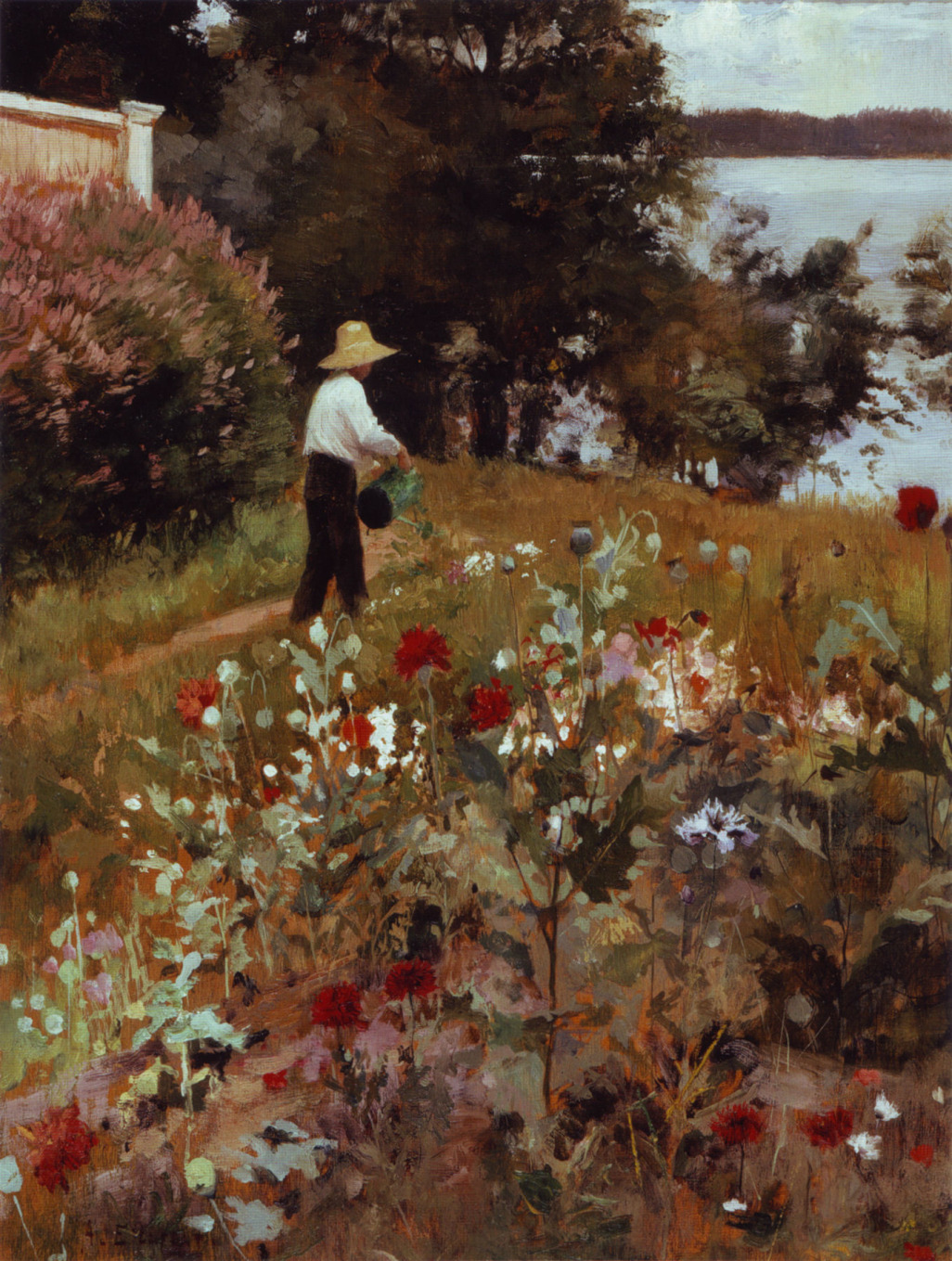
«Сад у Хайко», 1887 рік
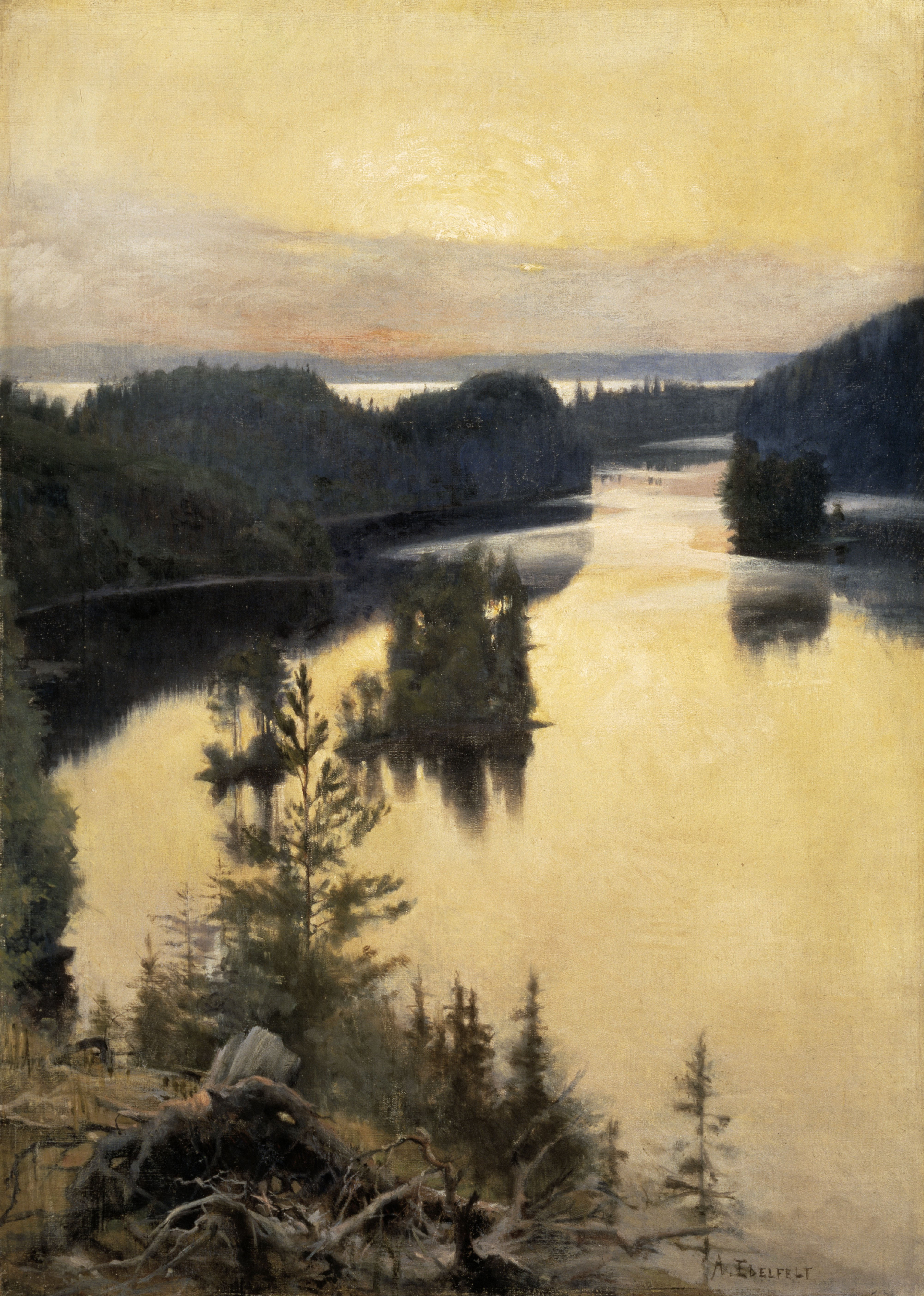
«Пейзаж при заході сонця», до 1890 року, Атенеум
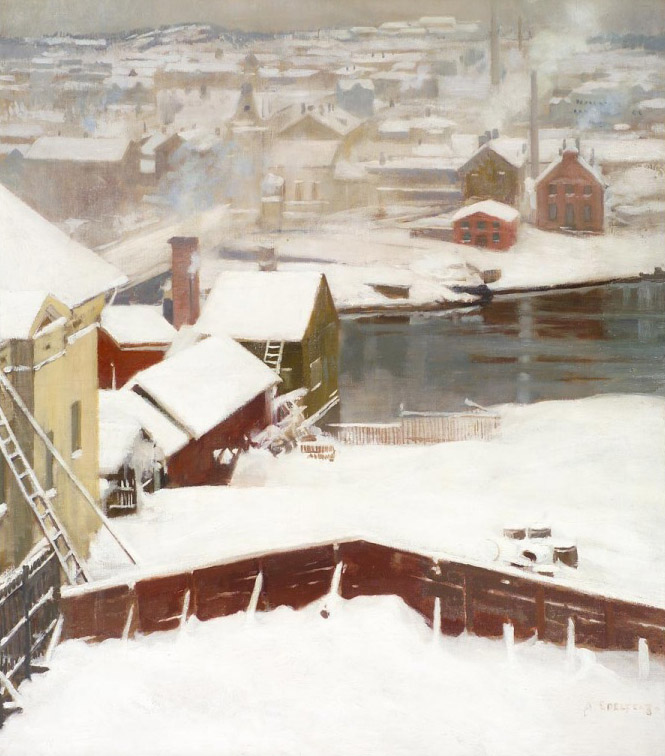
«Перший сніг»
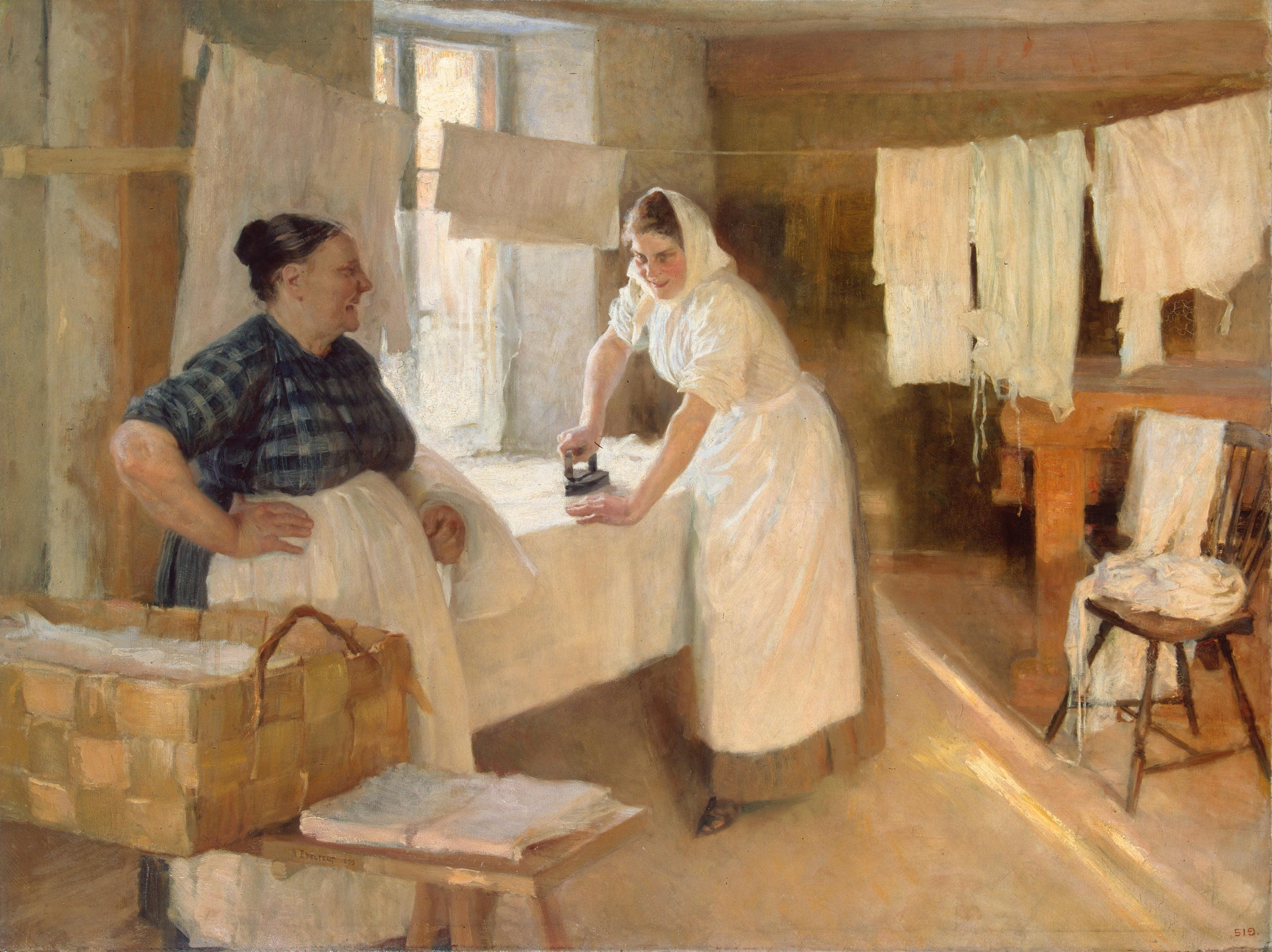
«Дві пралі», 1893 рік, Ермітаж, Санкт-Петербург
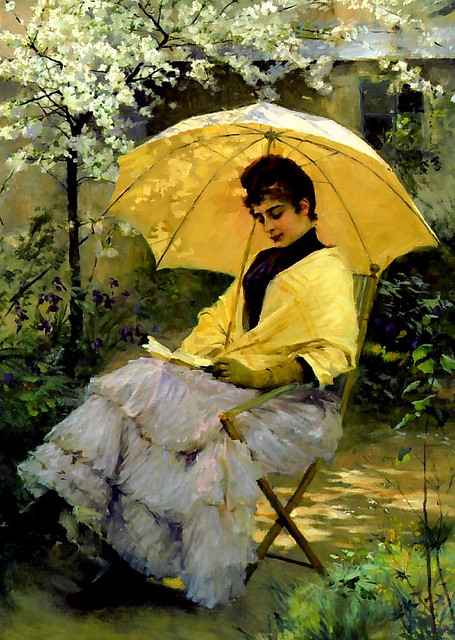
«Пані з жовтою парасолькою», 1886 р.
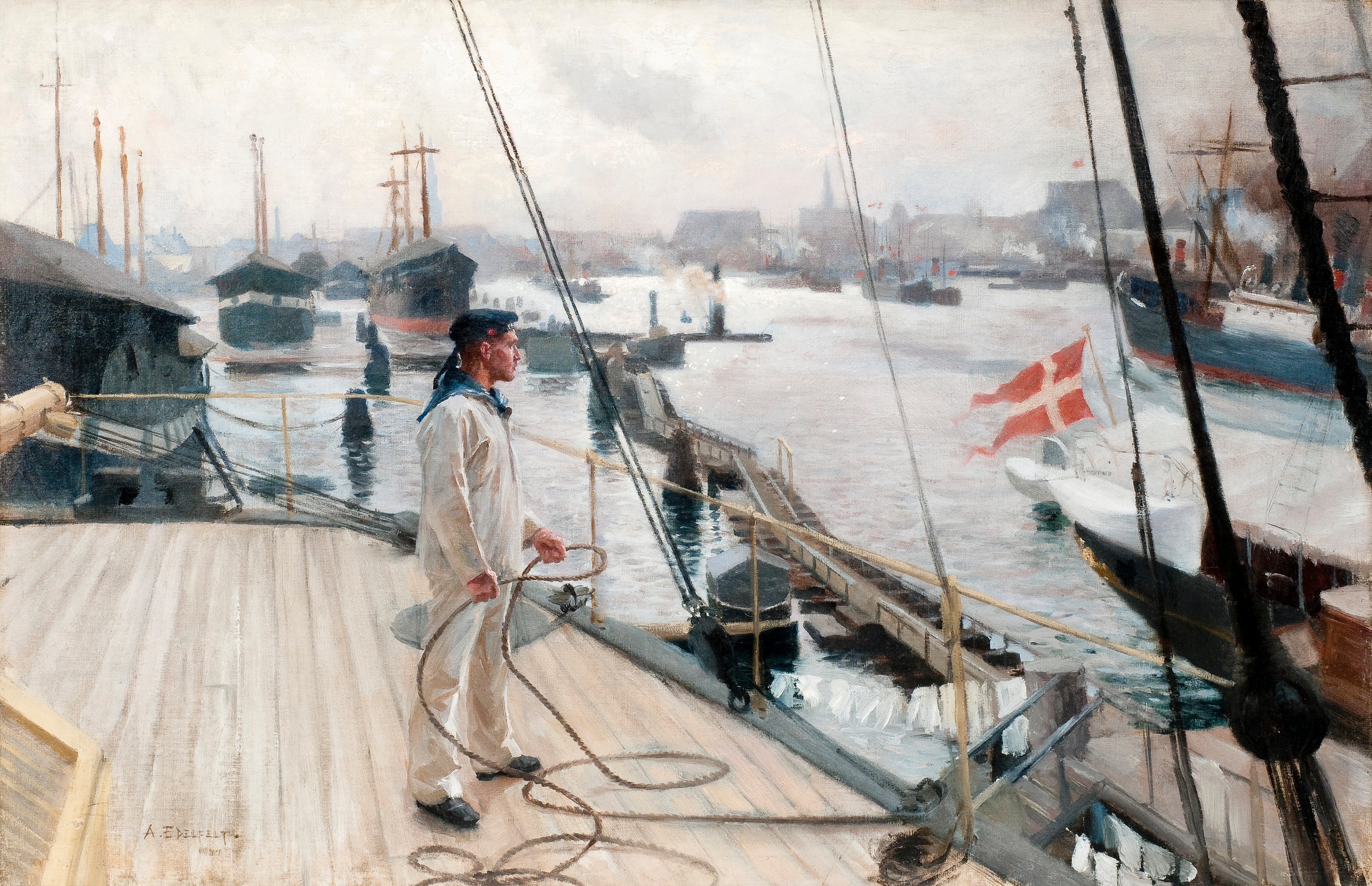
«Копенгаген, порт», бл. 1890 р.

## Обрані твори (галерея, портрети)

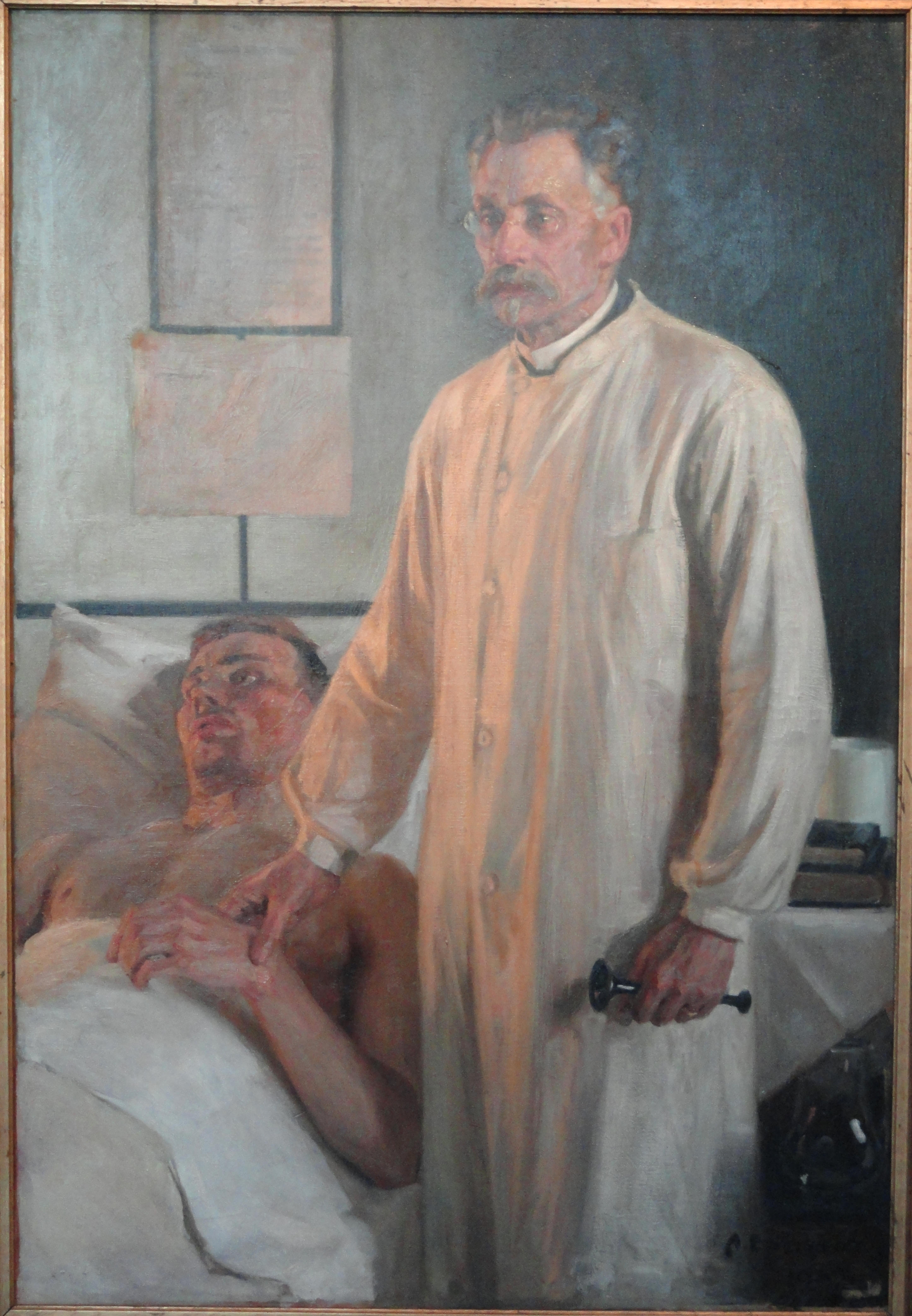
Альберт Едельфельт. «Лікар Юхан Вільгельм Рунеберг», Гельсінки, фінляндія

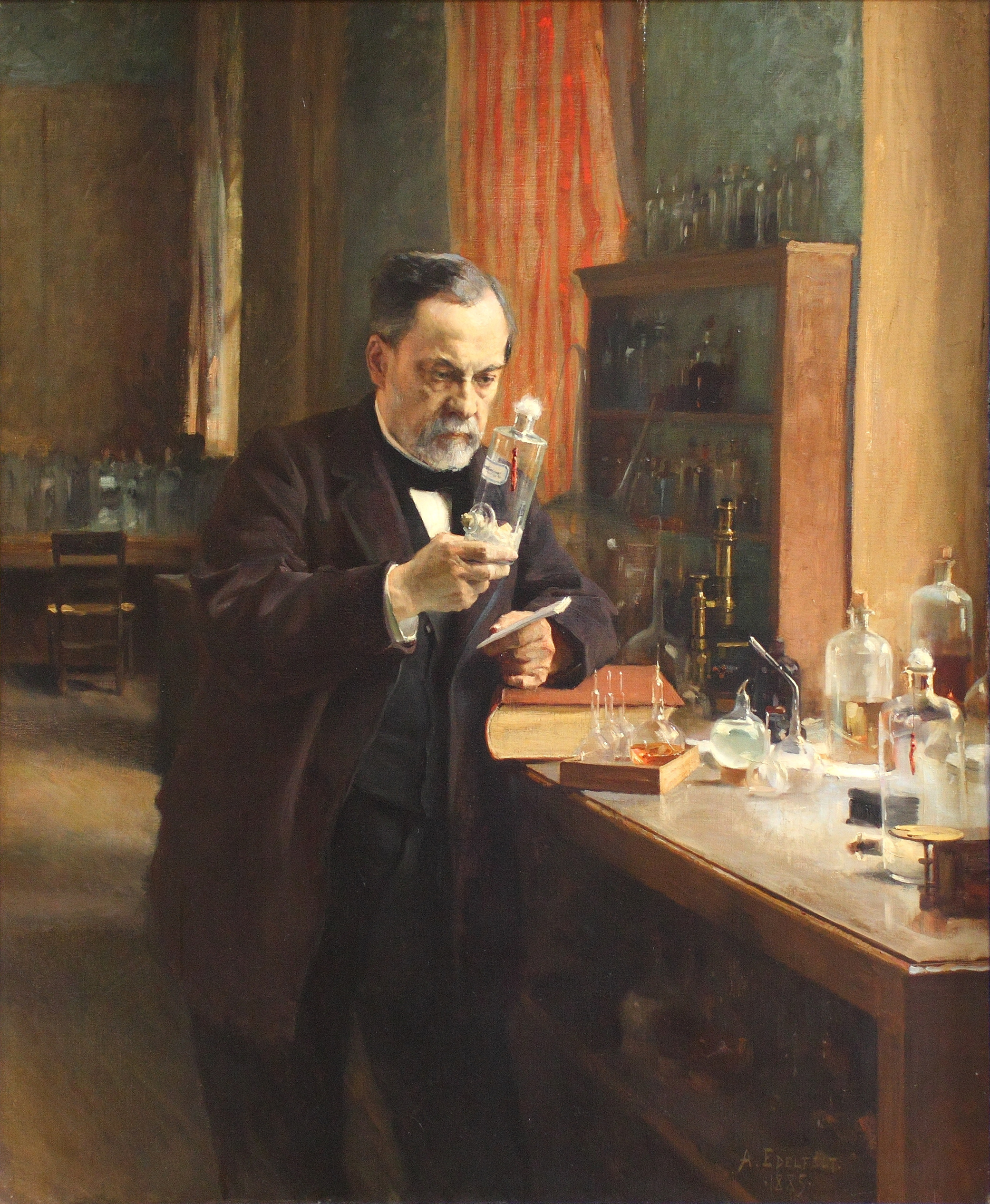
«Портрет Луї Пастера у лабораторії», французького науковця і мікробіолога, Музей д'Орсе
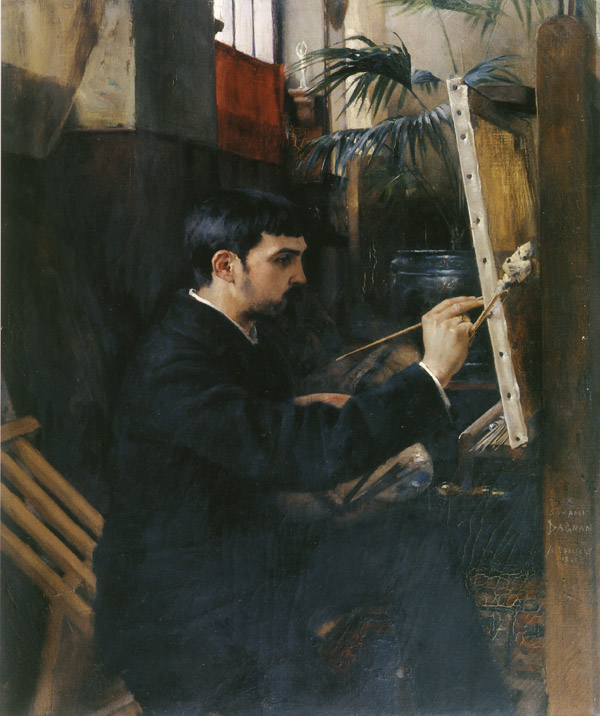
«Французький художник Даньян-Бувре»
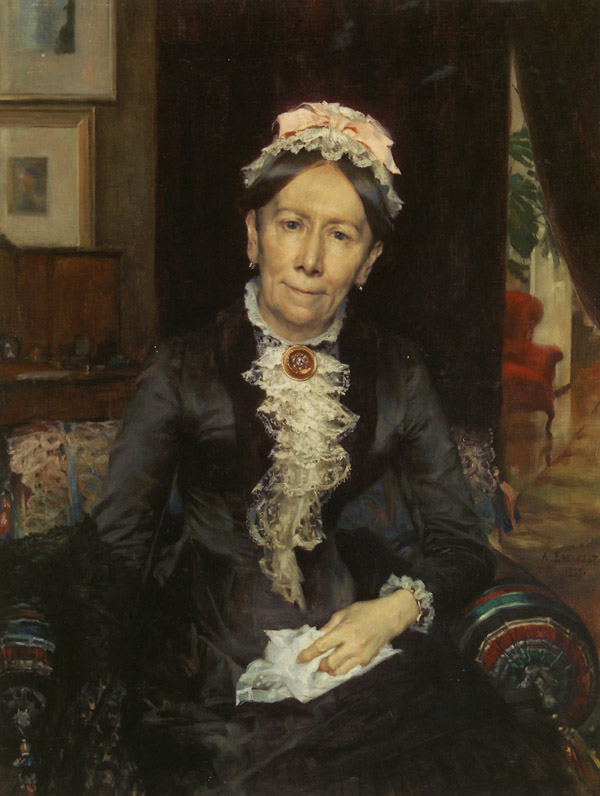
«Тереза Шифнер»
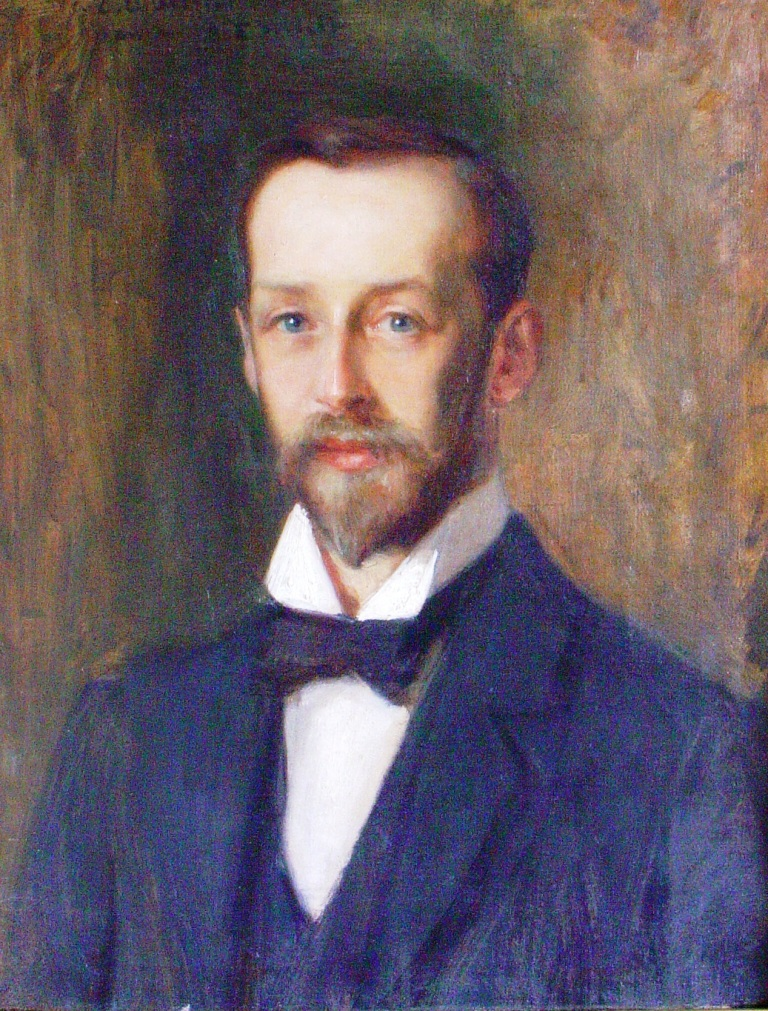
«Еміль Візель»
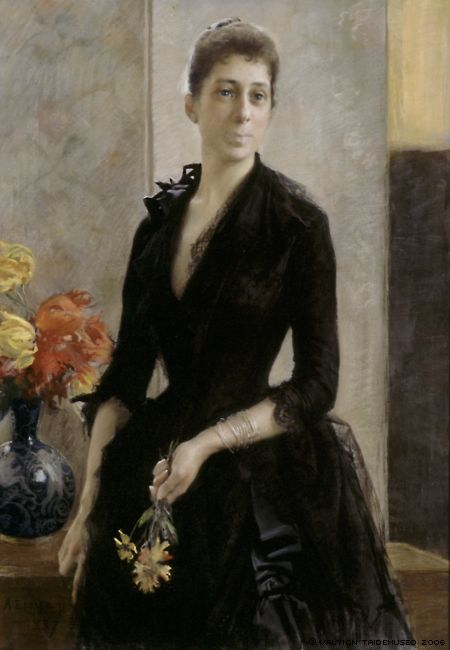
«Мадам Вісгербер де Страгович»
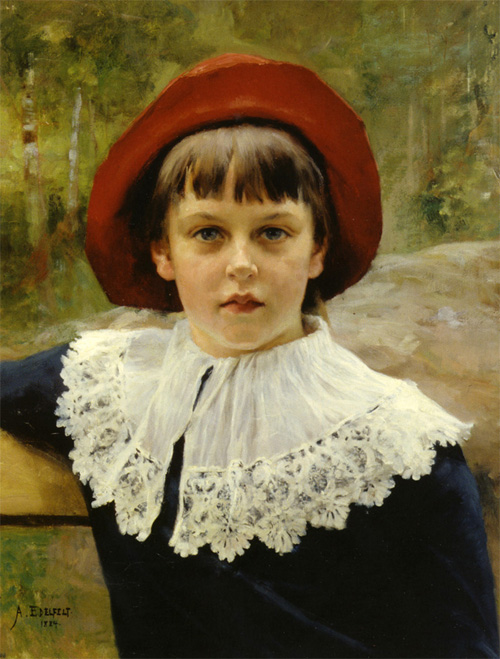
«Берта Едельфельт в дитинстві»
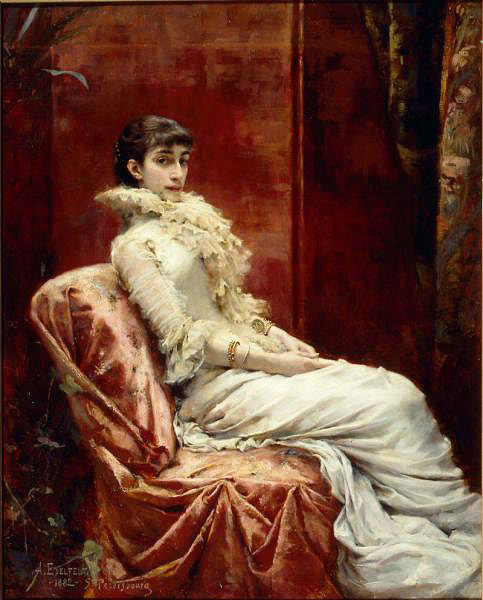
«Варвара Мятлєва, донька генерала Іллі Гавриловича Бібікова» (1882)
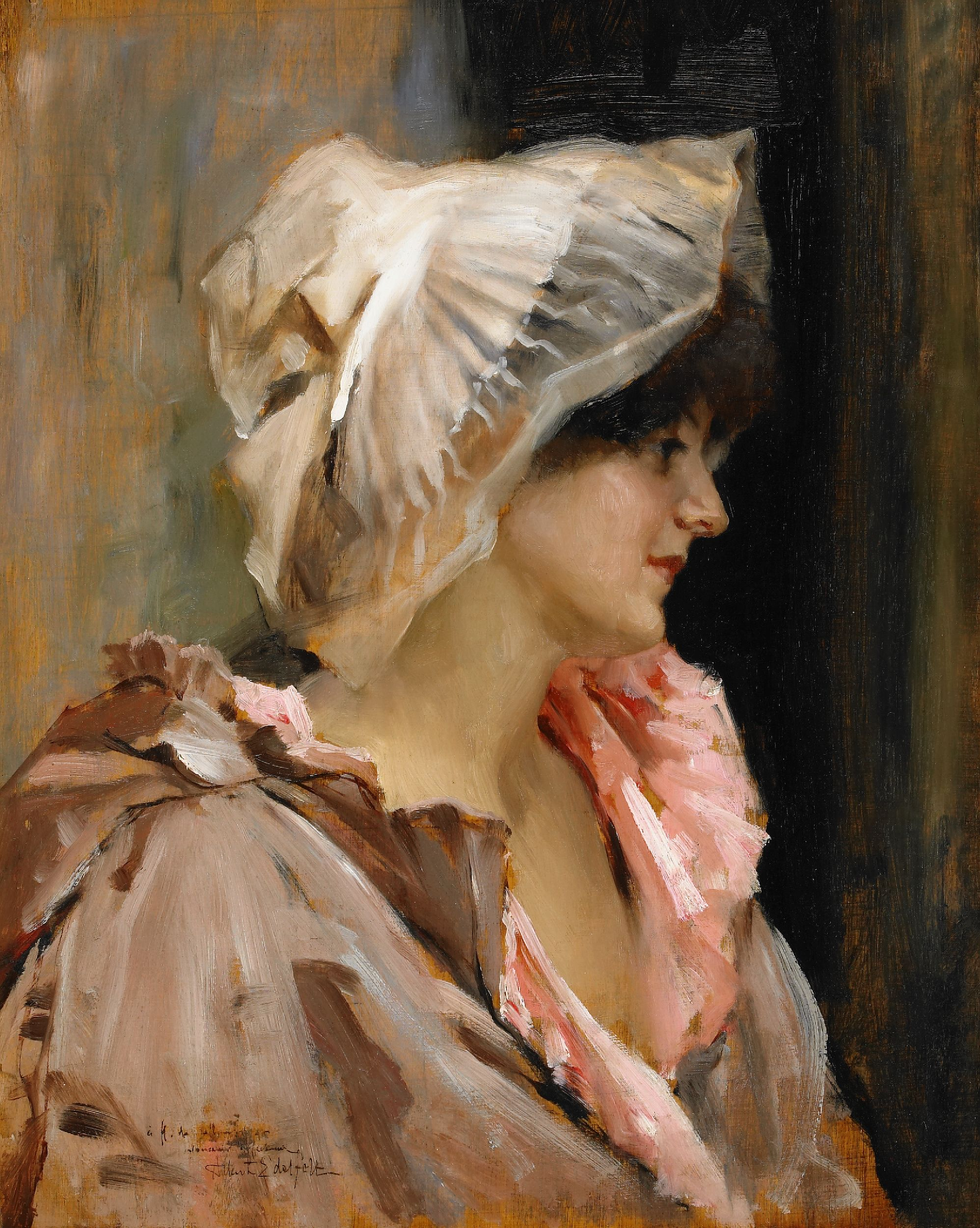
«Парижанка у рожевому пеньюарі»